# Martin Schulze Wessel
Martin Schulze Wessel (* 9. ledna 1962 Münster) je německý historik, zabývající se mj. českými dějinami.

## Život
Martin Schulze Wessel vystudoval moderní a východevropské dějiny a slavistiku na univerzitách v Mnichově, Moskvě a Berlíně. Od roku 2003 vyučuje jako profesor východoevropských dějin na Ludwig-Maximilians-Universität v Mnichově.
Martin Schulze Wessel je předsedou Collegia Carolina. Je také členem Česko-německé a Slovensko-německé komise historiků, které mezi léty 2006–2012 předsedal.